# Embalse La Paloma
El Embalse La Paloma es un embalse de agua localizado a 27 km al sureste de la ciudad de Ovalle, en la comuna de Monte Patria, Provincia del Limarí, Región de Coquimbo, Chile. Posee una capacidad de 750 millones de metros cúbicos y cubre una superficie de 3000 hectáreas. Embalsa las aguas del Río Grande y Río Huatulame. Es el embalse de riego más grande de Chile y el segundo más grande de Sudamérica.: 3 

## Sistema La Paloma
El embalse da su nombre a un sistema de tres embalses con una red de canales derivados que regulan el abastecimiento del riego en el valle el río Limarí. Estos son el embalse La Paloma, el embalse Cogotí y el embalse Recoleta. En conjunto tienen una capacidad de almacenamiento de 1000 millones m³.: 17 
La infraestructura de riego de la zona otorga mayor seguridad de riego a una superficie estimada en más de 50.000 Ha, regando en forma directa más de 44.000 ha e indirectamente 7500 ha., es decir zonas bajo y sobre los embalses, esto último porque permite desviar aguas de la zona alta que son aportadas a la cuenca baja por el sistema de embalses.: 17 
Al sistema pertenecen:
- embalse La Paloma y su red de canales
- embalse Recoleta y su red de canales
- embalse Cogotí y su red de canales
- río Grande (Limarí) y su red de canales
- río Huatulame y su red de canales
- río Cogotí y su red de canales
- río Hurtado y su red de canales

El sistema libera a los siguientes cauces de contribuir con sus aguas:
- río Mostazal
- río Rapel (Los Molles)
- río Ponio
- río Combarbalá
- río Páma
- estero Punitaqui
- Quebrada del Ingenio

Las operaciones y mantenimiento del sistema deben ser vigilados por:
- Asociación de Canalistas del embalse Cogotí.
- Asociación de Canalistas del embalse Recoleta
- Junta de Vigilancia del Río Grande y Limarí y sus afluentes.
- Asociación de Canalistas del Canal Camarico
- Asociación de Canalistas del Canal Derivado Punitaqui
- Junta de Vigilancia del Río Hurtado
- Junta de Vigilancia del Río Cogotí
- Asociación de Canalistas del Canal Maurat-Semita
- Junta de Vigilancia del Río Huatulame

## Construcción
El embalse fue construido por la constructora chilena FIGALEM asociado con H.B Zachry entre los años 1959 y 1966 e inaugurado el año 1968. El muro tiene un volumen total de aproximadamente 8.000.000 de m³ que fue extraído de canteras 4 km aguas arriba del embalse. El núcleo del muro está constituido por arcilla limosa, pero la coraza protectora exterior se formó con la roca cortada para construir el vertedero.

## Turismo
A pesar de haber sido construido para asegurar el riego de la agricultura de la región, el lago artificial y también la obra de ingeniería, se ha convertido en un centro de esparcimiento y recreación para los habitantes de la zona y de todo el país.
En él se puede realizar diversos deportes náuticos, tales como windsurf o kitesurf, además de pesca deportiva. Su acceso principal es por la ruta D-55.

## Situación hídrica en 2018-19
| Comparación contenido Embalse La Paloma                          |                                                                  |
| ---------------------------------------------------------------- | ---------------------------------------------------------------- |
| Gráfico no disponible temporalmente debido a problemas técnicos. |                                                                  |
| Contenido promedio histórico Contenido 2018-19                   |                                                                  |
|                                                                  | Gráfico no disponible temporalmente debido a problemas técnicos. |

El diagrama muestra la información de la Dirección General de Aguas sobre el volumen almacenado por el embalse entre septiembre de 2018 y agosto de 2019. El promedio histórico del volumen almacenado es 416 millones m³.